# Savita Punia

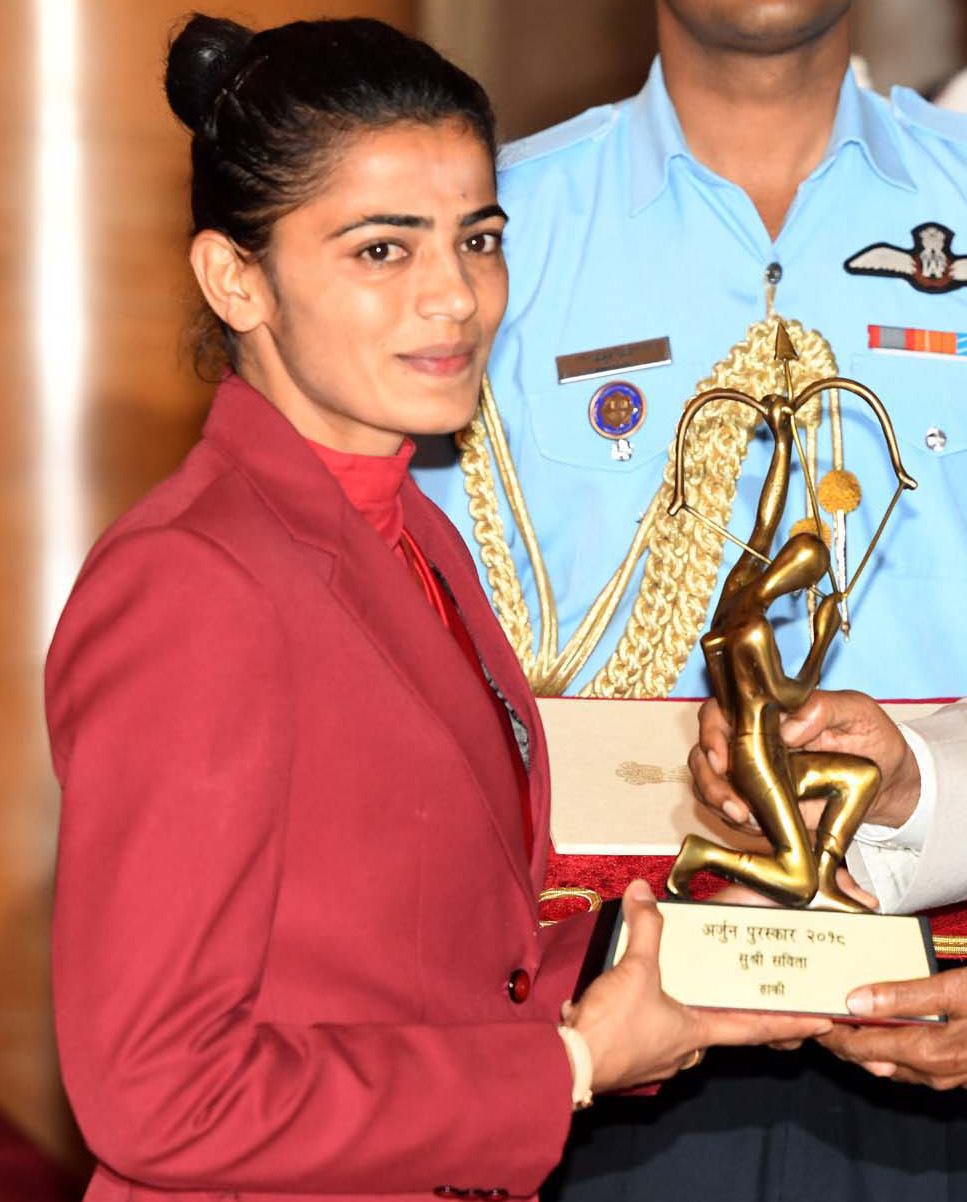
Savita Punia erhält 2018 den Arjuna Award

Savita Punia, oft auch nur Savita, (Hindi सविता पूनिया; * 11. Juli 1990 in Sirsa, Haryana) ist eine indische Hockeyspielerin. Die Torhüterin der indischen Nationalmannschaft wurde 2021 und 2022 zur besten Hockeytorhüterin der Welt gewählt.

## Sportliche Karriere
Savita Punia debütierte 2011 in der Nationalmannschaft. Bis zu den Commonwealth Games 2022 hütete sie in 240 Länderspielen das Tor.
2014 bei den Commonwealth Games in Glasgow erreichte die indische Mannschaft den fünften Platz, nachdem sie in ihrer Vorrundengruppe den dritten Platz hinter Neuseeland und Südafrika belegt hatte. Kurz darauf fanden in Incheon die Asienspiele 2014 statt. Die indische Mannschaft gewann das Spiel um den dritten Platz mit 2:1 gegen Japan. 2016 hatte sich die indische Mannschaft erstmals seit 1980 wieder für die Teilnahme an den Olympischen Spielen qualifiziert. Beim Turnier in Rio de Janeiro belegten die vier Mannschaften aus Asien die vier letzten Plätze, wobei die Inderinnen mit nur einem Unentschieden gegen Japan und der schlechtesten Torbilanz den 12. Rang einnahmen.
2018 bei den Commonwealth Games in Gold Coast unterlag die indische Mannschaft im Halbfinale den Australierinnen mit 0:1. Im Spiel um den dritten Platz verloren die Inderinnen gegen das englische Team mit 0:6 und belegten somit den vierten Platz. Drei Monate später fand in London die Weltmeisterschaft 2018 statt. Nachdem die Inderinnen in ihrer Vorrundengruppe den dritten Platz belegt hatten, unterlagen sie im Viertelfinale den Irinnen im Penaltyschießen und belegten in der Gesamtwertung den achten Platz. Bei den Asienspielen 2018 in Jakarta erreichten die Inderinnen das Finale und verloren dann mit 1:2 gegen die Japanerinnen. Bei den 2021 ausgetragenen Olympischen Spielen in Tokio belegten die Inderinnen in ihrer Vorrundengruppe den vierten Platz. Mit einem 1:0 gegen die Australierinnen im Viertelfinale erreichten die Inderinnen das Halbfinale. Nach einem 1:2 gegen Argentinien verloren die Inderinnen das Spiel um die Bronzemedaille mit 3:4 gegen die Britinnen.
2022 belegten die Inderinnen den neunten Platz bei der Weltmeisterschaft. Bei den Commonwealth Games in Birmingham unterlagen die Inderinnen den Australierinnen im Penaltyschießen des Halbfinales. Im Spiel um den dritten Platz bezwangen sie die Neuseeländerinnen ebenfalls im Penaltyschießen.
Savita Punia wurde 2021 bei den Wahlen zur Welthockeyspielerin zur besten Torhüterin gewählt. Da alle gewählten Spielerinnen und Spieler 2021 aus Indien kamen, änderte die FIH den Abstimmungsmodus. 2022 gewann die Kapitänin der indischen Nationalmannschaft erneut.